# 腺病毒科
腺病毒科（学名：Adenoviridae）是一種中型大小的病毒，約90-100nm大，是一種無套膜的正二十面體雙股DNA病毒，有核衣殼。

## 型態
腺病毒為無外套膜二十面體的病毒，其蛋白質外鞘在電子顯微鏡觀察下，呈現有棱有角的型態，屬於中等大小的病毒，平均直經約在（90-100 nm）左右。

### 遺傳物質
腺病毒的遺傳物質為線型雙股DNA，全長約30000-42000bp，G/C比例範圍很大，約在48-61%之間，具有末端重複序列、反向末端重複序列等特色，末端重複序列在3'端，長度約50-200nt，5'端具有與基因組相連的蛋白質。

## 分類
腺病毒可依感類對象分成四種：
- 人類腺病毒（Human adenovirus 简称：HAd）約有57種血清型，佔兒童5%到10%及大多數成年人的上呼吸道感染的成因；
- 豬腺病毒（PAV）有5種血清型；
- 羊腺病毒（OAV）有6種血清型；
- 牛腺病毒（BAV）分為兩個族群。

本科包括以下属：
- 鳥類腺病毒屬 Atadenovirus
- 禽類腺病毒屬 Aviadenovirus
- Ichtadenovirus
- 美洲白鱘腺病毒屬 Mastadenovirus
- 唾液酸酶腺病毒屬 Siadenovirus
- Testadenovirus

## 生態
腺病毒主要感染多種脊椎動物，當中包括人類。腺病毒可以從廢水，河流和飲用水中分離出來，並且能夠在水中延長生存時間。

## 人類腺病毒
目前已知人類腺病毒由51種血清型組成88種人類腺病毒 (HAdV)，再細分為7個物種（人類腺病毒 A 到 G），大多數 HAdV 類型屬於 HAdV-D 種（57 種），其次是 HAdV-B 種（16 種）。
1953年，腺病毒最早從人類的腺樣組織分離出來，故名為腺病毒。其對淋巴腺有親和力，可以在淋巴腺中潛伏很久。它們引起多種疾病，包括上呼吸道感染，結膜炎（眼部感染），膀胱感染，肺炎，腦炎和腸胃炎。它們也與心臟病和肥胖症有關。
有免疫缺陷的人（器官移植，癌症和艾滋病患者）得到腺病毒感染可能是具有毀滅性的，因為這些患者除了遭受普通腺病毒感染外，尤其會引發容易遭受其他病原體不斷反覆的機會性感染，導致了高死亡率。
腺病毒的傳播與眼睛，喉嚨和呼吸道感染有關。病毒可能來自缺乏足夠消毒的水池或游泳池。

### 臨床症狀
感染腺病毒一般會造成呼吸系統的不適，依感染不同血清型的腺病毒，可能會引起消化道功能失常、結膜炎、膀胱炎、瀰漫性紅斑疹等。

### 細胞培養
腺病毒一般培養於A549細胞株，40與 41型腺病毒可培養於HEK293細胞株。

## 利用

### 疫苗製造
腺病毒已成功被用作病毒載體生產2019冠状病毒病疫苗。“在四種候選 COVID-19 疫苗中……Ad5……作為‘載體’來運輸SARS-CoV-2的表面蛋白基因”。它的目標是嚴重急性呼吸綜合症冠狀病毒2型( SARS-CoV-2 )基因表達的冠状病毒刺突蛋白。
克威莎2019冠状病毒病疫苗（Convidecia 簡稱康希諾疫苗），是由康希諾生物股份公司和中國人民解放軍軍事科學院軍事醫學研究院開發的單針接種 COVID-19 疫苗，該疫苗即是採用重組5型腺病毒載體（Ad5）。与 mRNA疫苗相比，克威莎可以在不太严寒的条件下保存。
已獲世界衛生組織緊急授權使用的牛津-阿斯利康2019冠状病毒病疫苗（簡稱 AZ ）使用了複製缺陷型黑猩猩腺病毒疫苗載體（ChAdOx1）。 
嬌生 COVID-19 疫苗 則是使用改良後的 26 型重組腺病毒 (Ad26)。

### 基因治療
腺病毒長期以來一直是一種流行的基因治療病毒載體，因為它們能夠影響複製和非複製細胞、容納大型轉基因以及編碼蛋白質，而不必整合到宿主細胞基因組中。
更詳細地說，它們是以重組DNA或蛋白質的形式用作靶向治療的載體 。已發現該療法在治療單基因疾病（例如囊性纖維化、X-連鎖SCID、α1-抗胰蛋白酶缺乏症）和癌症中特別有用。
在帕金森氏病方面，科學家正開發和評估以腺病毒作為載體，用於腦部CNS的基因治療。實驗利用 Adnovirus Vector 5（Ad5）在野生型（wt）在CAR轉基因動物中被傳遞至黑質（SN）。研究發現在野生動物中，Ad5在星形膠質細胞和其他非神經元細胞中可以導致穩定的轉基因表達。這些發現顯示，腺病毒（Ad）載體有機會克服有效負荷量和靶向性方面的限制。然而，腺病毒載體還是會引起宿主細胞產生大的免疫反應，來消除或阻止腺病毒基因的表達，故現在正在開發即時免疫調節的方法。

## 外部連結
- 微生物免疫學-Adenoviridae(腺病毒科) （页面存档备份，存于）
- KingNet國家網路醫院 - 也不可忽視的嬰幼兒病毒感染…腺病毒 （页面存档备份，存于）

1. ↑  Ryu, Wang-Shick. . Ryu, Wang-Shick  (编). . Boston: Academic Press. 2017-01-01: 111–124. ISBN 978-0-12-800838-6. （原始内容存档于2021-04-08）.
2. ↑  . GBIF.   [2023-03-14]. （原始内容存档于2023-03-14）.
3. ↑  Gerba, C. P.; Rodriguez, R. A. . Heggenhougen, Harald Kristian (Kris)  (编). . Oxford: Academic Press. 2008-01-01: 28–33. ISBN 978-0-12-373960-5. （原始内容存档于2021-04-08）.
4. ↑  Dhingra, Akshay; Hage, Elias; Ganzenmueller, Tina; Böttcher, Sindy; Hofmann, Jörg; Hamprecht, Klaus; Obermeier, Patrick; Rath, Barbara; Hausmann, Fabian; Dobner, Thomas; Heim, Albert. . Scientific Reports. 2019-01-31, 9 (1): 1039  [2024-08-14]. Bibcode:2019NatSR...9.1039D. ISSN 2045-2322. PMC 6355881 . PMID 30705303. doi:10.1038/s41598-018-37249-4. （原始内容存档于2024-03-23） （英语）.
5. ↑  Cross R. . Chemical & Engineering News. 12 May 2020, 98 (19)  [15 December 2020]. （原始内容存档于2020-08-23）.
6. ↑  Zhu, Feng-Cai; Li, Yu-Hua; Guan, Xu-Hua; Hou, Li-Hua; Wang, Wen-Juan; Li, Jing-Xin; Wu, Shi-Po; Wang, Bu-Sen; Wang, Zhao; Wang, Lei; Jia, Si-Yue. . Lancet (London, England). 2020-06-13, 395 (10240): 1845-1854  [2024-08-14]. ISSN 1474-547X. PMC 7255193 . PMID 32450106. doi:10.1016/S0140-6736(20)31208-3. （原始内容存档于2024-08-14）.
7. ↑  McGregor, Grady. . Fortune. 2021-02-09  [2024-08-14]. （原始内容存档于2021-05-15） （英语）.
8. ↑  Constable, Pamela. . Washington Post. 2021-01-01  [2024-08-14]. ISSN 0190-8286. （原始内容存档于2021-02-04） （美国英语）.
9. 1 2  . Bloomberg.com. 2021-02-08  [2021-02-10]. （原始内容存档于2021-06-22）.
10. ↑  Folegatti, Pedro M; Ewer, Katie J; Aley, Parvinder K; Angus, Brian; Becker, Stephan; Belij-Rammerstorfer, Sandra; Bellamy, Duncan; Bibi, Sagida; Bittaye, Mustapha; Clutterbuck, Elizabeth A; Dold, Christina. . The Lancet. 2020-08, 396 (10249): 467-478  [2024-08-14]. ISSN 0140-6736. PMC 7445431 . PMID 32702298. doi:10.1016/s0140-6736(20)31604-4. （原始内容存档于2024-07-10）.
11. ↑  . World Health Organization.   [2021-03-07]. （原始内容存档于2022-11-26） （英语）.
12. ↑  Lee, Cody S.; Bishop, Elliot S.; Zhang, Ruyi; Yu, Xinyi; Farina, Evan M.; Yan, Shujuan; Zhao, Chen; Zeng, Zongyue; Shu, Yi; Wu, Xingye; Lei, Jiayan. . Genes & Diseases. 2017-06-01, 4 (2): 43-63  [2024-08-14]. ISSN 2352-3042. PMC 5609467 . PMID 28944281. doi:10.1016/j.gendis.2017.04.001. （原始内容存档于2024-08-12）.
13. ↑  Thacker, Erin E.; Nakayama, Masaharu; Smith, Bruce F.; Bird, R. Curtis; Muminova, Zhanat; Strong, Theresa V.; Timares, Laura; Korokhov, Nikolay; O’Neill, Ann Marie; de Gruijl, Tanja D.; Glasgow, Joel N. . Vaccine. 2009-11-23, 27 (50): 7116-7124  [2024-08-14]. ISSN 0264-410X. PMC 2784276 . PMID 19786146. doi:10.1016/j.vaccine.2009.09.055. （原始内容存档于2024-06-10）.
14. ↑  Lewis, Travis; Glasgow, Joel; Harms, Ashley; Standaert, David; Curiel, David. . Viruses. 2014-08-21, 6 (8): 3293-3310  [2024-08-14]. ISSN 1999-4915. PMC 4147696 . PMID 25196484. doi:10.3390/v6083293. （原始内容存档于2024-08-14） （英语）.
15. ↑  Lewis, Travis B.; Glasgow, Joel N.; Glandon, Anya M.; Curiel, David T.; Standaert, David G. Feany, Mel B. , 编. . PLoS ONE. 2010-09-17, 5 (9): e12672. ISSN 1932-6203. PMC 2941453 . PMID 20862245. doi:10.1371/journal.pone.0012672 （英语）.